# バクト
『高校生ギャンブル血風録!! バクト』は、志名坂高次による日本の漫画。『ヤングキング』（少年画報社）にて2011年第19号から2014年15号まで月一ペースで連載（奇数号に掲載）された。単行本は全4巻。

## 概要
作者が『凍牌』『牌王伝説ライオン』『BW ビューティフルワールド』と並行して描いていた。高校生の博徒を主人公に、あらゆるギャンブルを仕掛けてくる敵と戦っていき、悪党成敗を行う痛快ギャンブル漫画。本作に登場するギャンブルは一般にとらわれず、独自の種目が登場する。常時シリアスな作風で描かれ、緊張感のある殺風景な雰囲気で物語が進む。

## あらすじ
市立八木沢高校に通う1年生・大村獏は、曲がったことを嫌う熱血漢。次々とギャンブルを仕掛けてくる同級生や大人達を相手に、そのギャンブルを挑んでいく…。

## 登場人物

### 主要人物
バク / 大村獏（おおむら ばく）
本作の主人公。市立八木沢高校1年生。曲がったことと汚いもの（こと）を嫌う熱血漢。喧嘩の腕は相当なもの。ギャンブルに必要不可欠な能力である博才・体力・精神力・洞察力が備わっている。次々とギャンブルを仕掛けてくる相手を蹴散らし、イカサマをした者はそれを看破するほど。かつてヤクザに付けられた、額に横一線の傷が特徴。自分の気に入らないことをする者に対して「ゴミ」と呼び、制裁を加える癖がある。本人いわく「ゴミは嫌いだがイカサマ野郎はそれ以上に大嫌い」。
両親の博打による借金により、ヤクザの元締め・岡部の手により家族を破滅させられ、裏カジノ「紅龍」に男娼として売られた弟のナギサを取り戻すべく、三神と組み、紅龍に挑む。
三神（みかみ）
市立八木沢高校1年生。眼鏡をかけた大人しそうな外見とは裏腹に売られた喧嘩は買う武闘派で、鋼のように鍛え上げられた肉体を持つ。バクいわく「（何らかの）格闘技を習得している」。入学早々に喧嘩を売ってきた生徒4人を自らのみで圧倒し、その時の拳の跡が桜の木に未だに残っていることから、「チェリー」と呼ばれ、不良たちから一目置かれている。
バクとてっちゃんのストップウォッチ対決を見て、バクに「変則ジャンケン」の勝負を持ちかける。その末に自ら負けを認め、その後はバクの良き相棒となる。
家族は父親が「紅龍」でのバクチで借金を抱え、自殺未遂を起こして月60万の入院費を払い続けなければならないために家を売り、その金で借金を返済した。母は昼はパート、夜は水商売の仕事をして凌いでいる。三神自身はこのままではダブル入院がオチであることを踏まえ、学校を辞めて働こうとしたが、母親に止められている。また、中2の妹がいる。
ナギサ / 大村渚（おおむら なぎさ）
バクの弟。12歳。中性的な容貌が特徴。父が博打で背負った借金の担保に岡部に売られ、男娼として働かされていた。
バクが岡部に勝利したことにより解放される。
三神有愛（みかみ ありあ）
三神の妹で、ショートボブが特徴の少女。中学2年生で、初登場時の前日に14歳の誕生日を迎えた。
相川（あいかわ）
裏カジノ「紅龍」で働くバニーガール。ショートヘアと左目の下の泣き黒子が特徴の女性。紅龍に借金をしており、それを帳消しにするためにバク・三神らに紅龍を崩壊させることを持ちかける。

### 物語序盤編
雀荘「リンボー」の社長
雀荘「RINBOW（リンボー）」を経営する社長。本名不明。VIPルームで、特殊強化ガラスの裏側から打ち手の手牌をケータイから伝達し教えるカベ役（スパイ）を利用し絶対にばれないイカサマで荒稼ぎしていた。後に挑みに来たバクに敗北し、イカサマを看破され、特殊強化ガラスを割られ、ギャラリーの顰蹙を買い粛清された。
てっちゃん
市立八木沢高校1年生。本名不明。坊主頭で眉毛を剃り、顎鬚を生やした不良。ピアスをしており、喫煙者。教室内でガムを吐き捨てたことからバクに「ゴミ」と呼ばれ殴られる。バクに対抗するために「どちらがより30秒に近いタイムを出せるか」を競うストップウォッチのギャンブル勝負を持ちかける。仲間と結託して時間になったら自分の足に仕込んだケータイに着信メールで知らせてストップするイカサマでバクに対抗するも、そのギャラリーを利用したバクの策に嵌り敗北。

### 裏カジノ・紅龍編
岡部（おかべ）
裏カジノ「紅龍」の元締めである、ヤクザの頭目。バクの額に一文字の傷を付け、家族を崩壊させた張本人。
小林（こばやし）
紅龍の常連客の1人。バクと紅龍麻雀で対決する。駄洒落とアルコール好きで愛嬌があるが、どれも策略のための擬装であるクセ者。
バクとの激戦の末、心理を読まれ、役満を崩した三倍満止まりの手を直撃され敗北。心が折れ、ドロップ宣言してゲーム終了となる。
羽賀（はが）
岡部の手下。年齢はモブによれば20代。眉毛を剃った鋭い目つき、短髪、痩せ型の体系が特徴。表向きには「紅龍」のVIP会員を名乗り、大勝ちしている客から金を巻き上げる。
本性は男娼としての枠を越えて三神への興味を露わにする、自他ともに認める「変態」。イカサマを使っていたが、バクに敗れ証拠隠滅のために現れた岡部に両目を潰された。
田村（たむら）
ワイドショーでよく出演する教育評論家で、子供の権利を守る団体の代表。しかし、その裏の顔は紅龍の運営顧問で、岡部の同志。
子供を大事にすることを建前に「子供を性の道具にすることや虐待・買春も許さない」と世間に訴えているが、その実体は「子供の権利」を世間に主張することで裏で児童売春を独占し、紅龍に子供を横流しすることで紅龍の価値を上げることが目的である。

## 登場ギャンブル
麻雀（雀荘リンボー）
バクVSリンボー社長の対戦種目。リンボーのVIPルームにて行われる、雀荘最上限の高レートの麻雀対決。ルールは
- アリアリ（喰いタンヤオあり、後付けあり）
- 赤ドラあり
- 祝儀チップなし
- レートは1000点1000円のデカピン
- サシウマあり

で行われる。バクの要望で半荘一回、サシウマは100万円で行い、（偽札で）バクが負けた場合、借金の取り立てやホモビデオ出演などを行う取り決めで勝負が開始する。
ストップウォッチ
バクVSてっちゃんの対戦種目。学校の教室にて行われる。てっちゃんのストップウォッチ機能付きの携帯電話で、どちらがより特定の秒数に近いタイムを出せるかを競う。ルールは
- 目隠ししてストップウォッチを押し、双方のどちらかが30秒に近いタイムを出すことができたら勝ち。
- レートは0.01秒につき100円を賭ける（つまり、1秒につき1万円）。しかし、バクの要望により0.01秒につき1000円に変更。
- 勝敗・レートのやりとりは、30秒に近いタイムを出した勝者が、敗者のタイムを30秒から引いて定めたレートの金銭をかけた数の分だけがもらえる。
  - 例：22.55秒で負けた場合、30秒から引いて100円をかけると、74500円を相手に支払う。など（（30秒-22.55秒）×100円=74500円）。

ジャンケン
バクVS三神の対戦種目。学校の男子便所で行われる。ジャンケンで出した手によって、特定の数だけ相手を殴り勝敗を付ける変則ジャンケン。ルールは
- 互いにジャンケンをして、勝った方がその手につき特定の数だけ相手を殴り、倒れた拍子に床に足の裏以外を付けるか、あるいはどちらかが降参するまで行われる。なお、便器は床には含まれない。
  - グー…1発殴る
  - チョキ…2発殴る
  - パー…5発殴る

なお、金銭のやり取りをしないため、厳密にはギャンブルではなくタイマンそのもの。
紅龍麻雀（こうりゅうマージャン）
日本最大の裏カジノグループ「紅龍」で行われる変則麻雀。1対1の対戦式の麻雀で、レートごとに卓が分かれている。
- 麻雀牌はマンズ（赤ドラあり）、字牌（風牌・三元牌）のみを使う。従って、最低限の役でもホンイツが付くので、5200点以上のあがり役しか存在しない。
- 門前のみで役を作る。1対1という性質上、ポン・チー・明カンは不可。暗カンはあり。
- リーチは二翻アップ。
- 赤ドラの5マンは通常のドラ扱いとし、祝儀チップは出ない。
- 大四喜・四暗刻単騎待ち・四カンツ・純正九連宝燈は、ダブル役満扱い。
- ドラは赤5マンのみで、王牌およびドラ表示なし。カンドラもなしだが、カンしてツモアガリすればリンシャン役がつく。
- 親と子の制度は無く、双方ともに子の扱いとする。
- ツモは全額払い、振り込みは2倍払い。
- サイコロで先攻後攻を決める。偶数なら東家、奇数なら西家からスタートする。以降1局ごとに先攻後攻が入れ替わる。
- 勝負開始前に現金を点棒に両替する。最初1万点から最大10万点までの交換が可能。
- 最初に用意した点棒が無くなるか、ギブアップするまで勝負が続く。ギブアップには別途1万点を払う。
- 特別ルールとして、対局途中でのフォールド（降り）が認められている。「振り込みたくない」「リーチに捨てる牌がない」などに適用され、順目×3000点を相手に支払う。これを利用した場合、その局は無効となり、最初の配牌からやり直しとなる。
- ゲーム代として点棒300点分天引きされる。
- 見せ牌はなし。
- 勝負放棄（ドロップ）して退場も可能。その代価として相手に10000点支払う。
- チョンボは倍満払い。
- 途中流局は一切なし。
- ダブル・トリプル役満あり。
- どちらかの点数がゼロになるか、ドロップした時点で勝負終了。

青天井
- VIP会員のみ利用できるルール。VIP会員同士でなくとも対戦相手のどちらかがVIP会員であれば利用できる。モブいわく「月に一度あるかないか」わからない名物であるとされている。
  - 一卓20万点の縛りがないため、勝負前に双方の持ち点を申告する。
  - レートを無制限に自由に双方で取り決めを行うことが出来る。ただし、点棒1000点につき100万円の扱いはそのまま。
  - 互いに配牌を確認後、和了点をポーカーのレイズ（上乗せ）方式に上げることが出来る。
    - 例：5倍レートに設定し、満貫を振り込めば、上記の「振り込みは2倍払い」と合わせて8000×2×5=80000点を相手に払う。

  - 闘牌途中でのフォールドは不可。配牌時には降りることが出来るが、勝負が開始したら降りることが出来ない。
  - 配牌時にフォールドする場合は相手に3万点を支払う。
  - ドロップして退場する場合は相手に5万点を支払う。
  - ポン・チー・明カンが可能となる。それゆえに、最低のあがり点数は喰いホンイツのみで2000点となる。
  - 人和はなし。

他にも明言されていないが、河底撈魚は先攻、海底摸月は後攻しかできない。

## 書籍
- 志名坂高次 『バクト』少年画報社〈YKコミックス〉、全4巻
  1. 2012年07月09日初版発行、2012年06月25日発売 ISBN 978-4-7859-3868-0[1]
  2. 2013年03月25日初版発行、2013年03月11日発売 ISBN 978-4-7859-5004-0[2]
  3. 2013年10月07日初版発行、2013年09月23日発売 ISBN 978-4-7859-5127-6[3]
  4. 2014年12月09日初版発行、2014年11月25日発売 ISBN 978-4-7859-5426-0[4]